# Jordi Borda i Marsiñach
Jordi Borda i Marsiñach   (Castellserà, 16 de maig de 1975) és un periodista català, director de Catalunya Ràdio des de 2022. Des del 9 de març del 2016 fins al 2022 havia sigut adjunt a la direcció de Catalunya Ràdio. Llicenciat en Periodisme per la Facultat de Ciències de la Comunicació Blanquerna (Universitat Ramon Llull), ha obtingut un postgrau en periodisme digital a la mateixa facultat. Fa de professor del màster de periodisme esportiu de la Facultat Blanquerna. Entre 1993 i 1997 va ser redactor del diari Segre. El 1998 va entrar a la delegació de Catalunya Ràdio a Lleida. L'any següent va accedir al departament d'Esports de l'emissora, i el 2003 es va convertir en el responsable de la informació sobre el Futbol Club Barcelona. Amb l'arribada de Saül Gordillo a la direcció de Catalunya Ràdio, Jordi Borda va ser nomenat adjunt a la direcció. Des del 2011 fins al 2017 va ser col·laborador del diari Ara.